# Metroul din Budapesta

Metroul din Budapesta

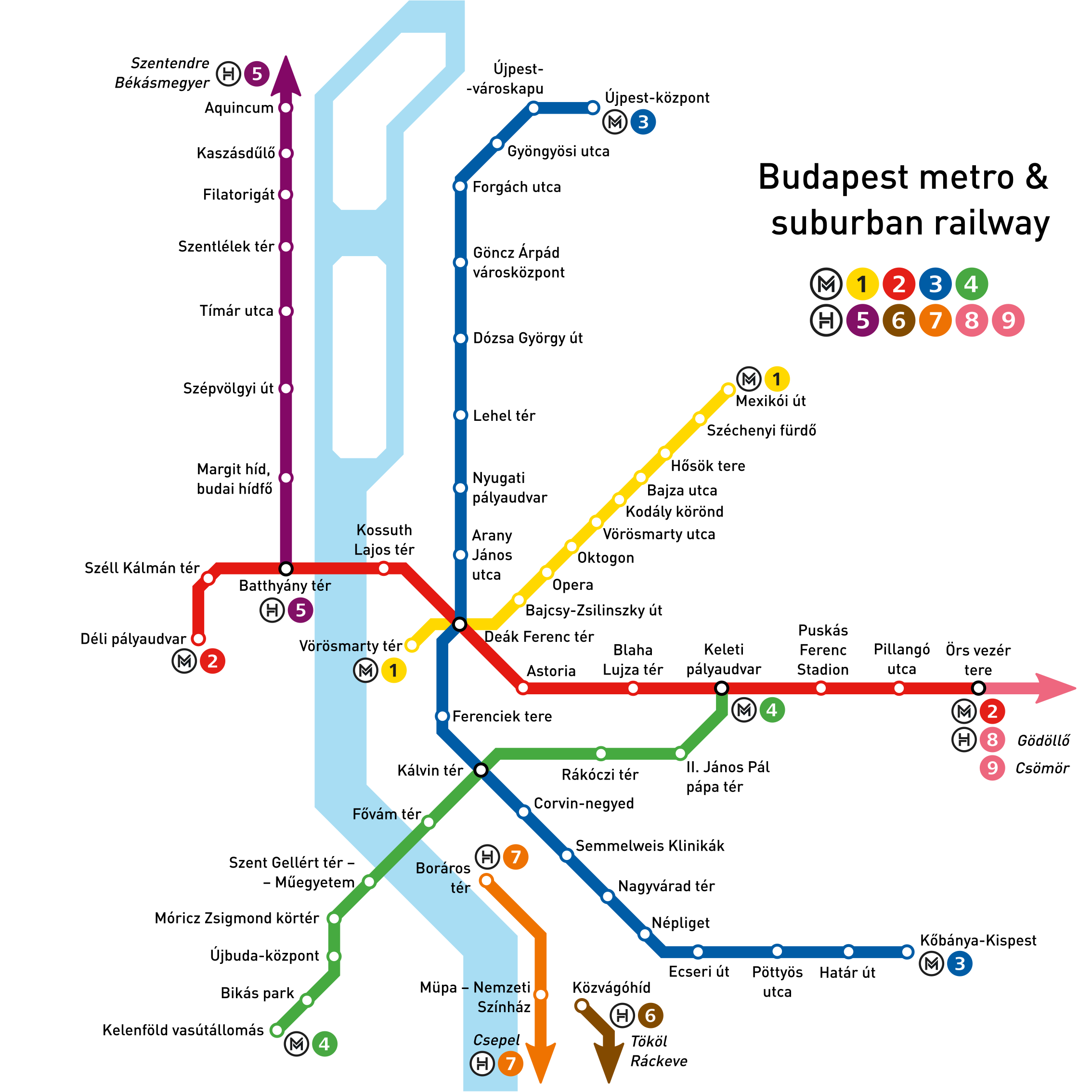

Metroul din Budapesta (Budapesti metró în maghiară) este un sistem de tranzit rapid din Budapesta, Ungaria. Sistemul este compus din patru linii, fiecare marcată cu un număr și culoare separată. Este cel mai vechi sistem de metrou electrificat de pe continent, și al doilea cel mai vechi sistem de metrou din lume, surclasat doar de cel din Londra.

## Istorie

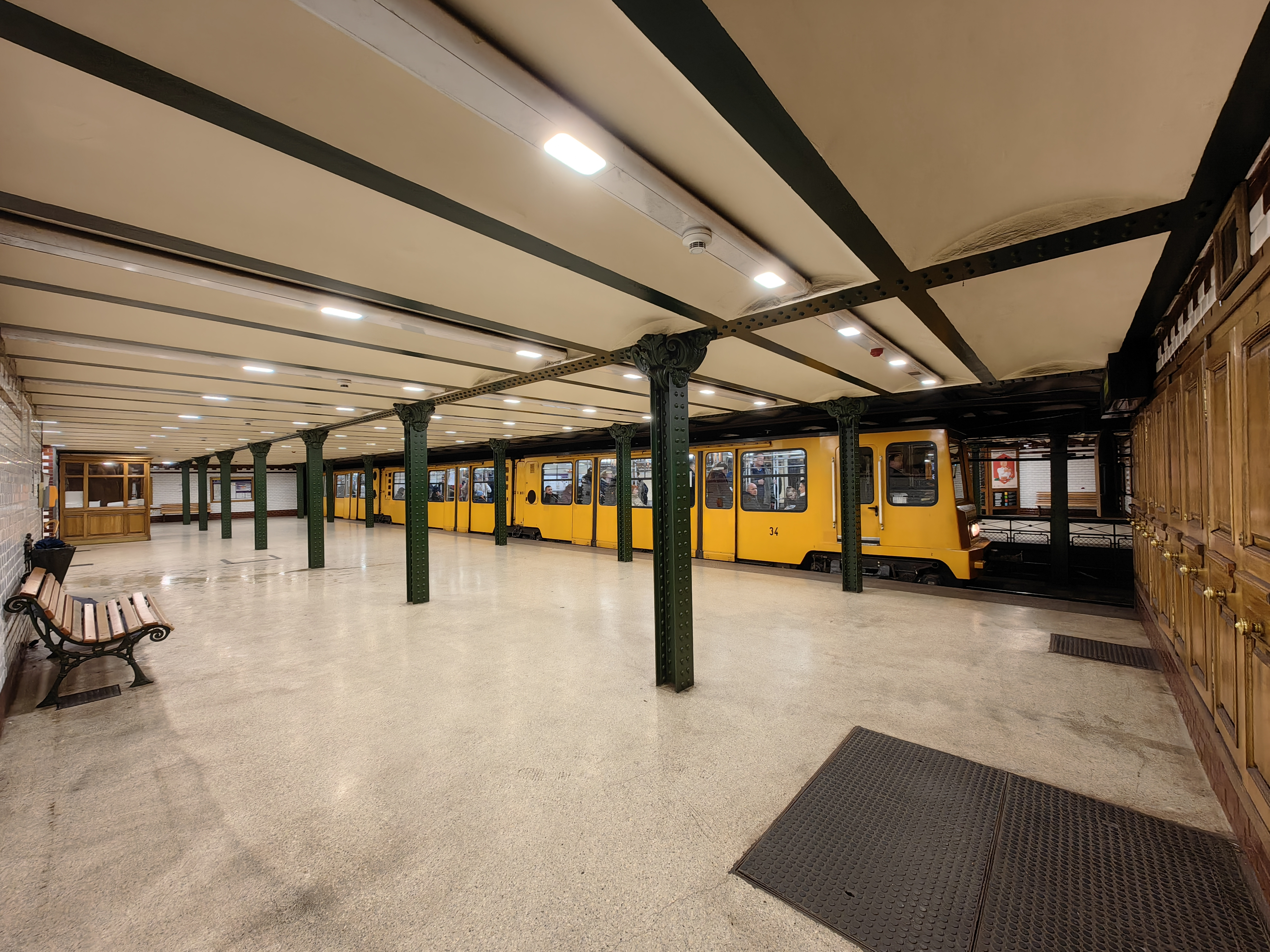
Stația Oktogon pe linia de metrou Millennium

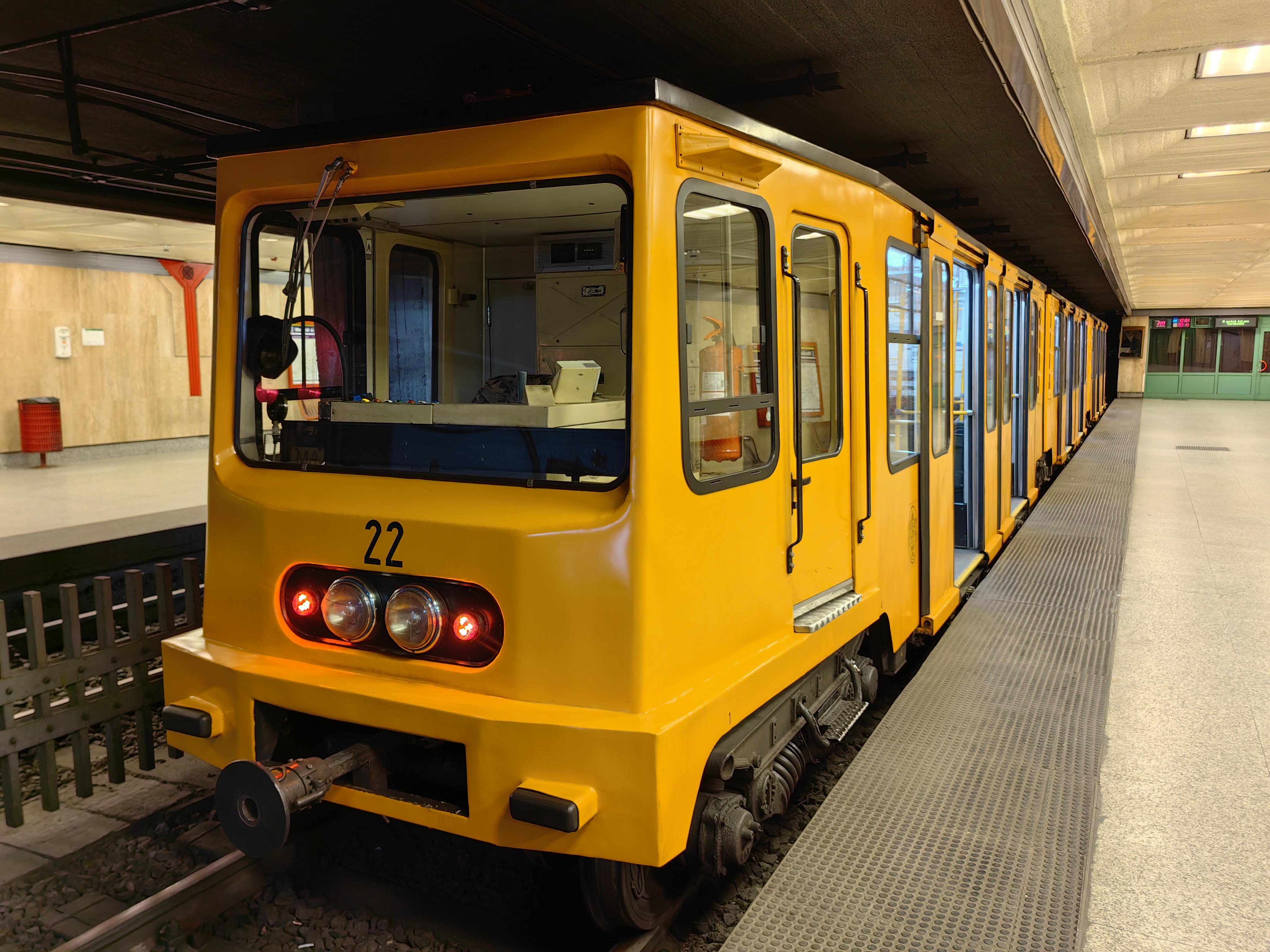
Trenuri articulate de tip Ganz

Prima linie de metrou avea drept obiectiv prioritar facilitarea transportului către Parcul orășenesc al Budapestei, însă locuitorii capitalei maghiare s-au opus tot timpul transportului de suprafață pe Bulevardul Andrássy – cea mai elegantă stradă din Budapesta, parte a patrimoniului universal. Parlamentul Ungariei a acceptat planul metroului în 1870, iar construcția a început în 1894. La lucrări au participat 2000 de muncitori și s-au folosit cele mai performante utilaje ale timpului, astfel că, în mai puțin de 2 ani, această primă linie de metrou - construită, în întregime, la suprafață (după metoda „taie și acoperă”) - a fost terminată. Metroul budapestan - al doilea sistem subteran de metrou din lume după Metroul din Londra - a fost inaugurat de împăratul Franz Joseph, în ziua de 2 mai 1896, anul Mileniului maghiar.
Trenul circula pe direcția nord-est - sud-vest, de la strada Andrássy, stația Vörösmarty tér (centru), iar stația terminus era Grădina Zoologică (între timp aceasta a fost schimbată). Linia, cu o lungime de 3,7 km, avea 11 stații (9 subterane și 2 terestre) și, la vremea aceea, trenurile se succedau din două în două minute. Putea transporta 35.000 de oameni pe zi (astăzi 103.000 de oameni călătoresc cu el într-o zi de lucru).
Planurile pentru încă două linii de metrou au fost făcute încă din 1895, definind principalele direcții nord-sud și est-vest. Primele planuri pentru actualul metrou - 2 linii - au fost făcute în 1942, iar decretul Consiliului Miniștrilor adopta construirea lui în 1950. Conform planului inițial, Metrou 2 trebuia să unească două mari stații feroviare: Gara Keleti (Gara de Est) și Gara Déli (Gara de Sud), construcția urmând să fie terminată până în 1955, dar, din cauza unor motive financiare și politice, lucrările au fost stopate din 1945 până în 1963. În final, linia Metrou 2 (direcția est-vest) a fost deschisă, cu 7 stații, la 4 aprilie 1970. Are o stație comună cu prima linie de metrou la Deák Ferenc tér, care, de atunci, a devenit, de asemenea, un punct de transfer pentru o a treia linie.
În 1973 ambele linii au fost extinse (prima cu o singură stație, a doua cu patru stații), astfel prima linie a ajuns la o lungime de 4,4 km, iar a doua la 10,3 km, având 11 stații.

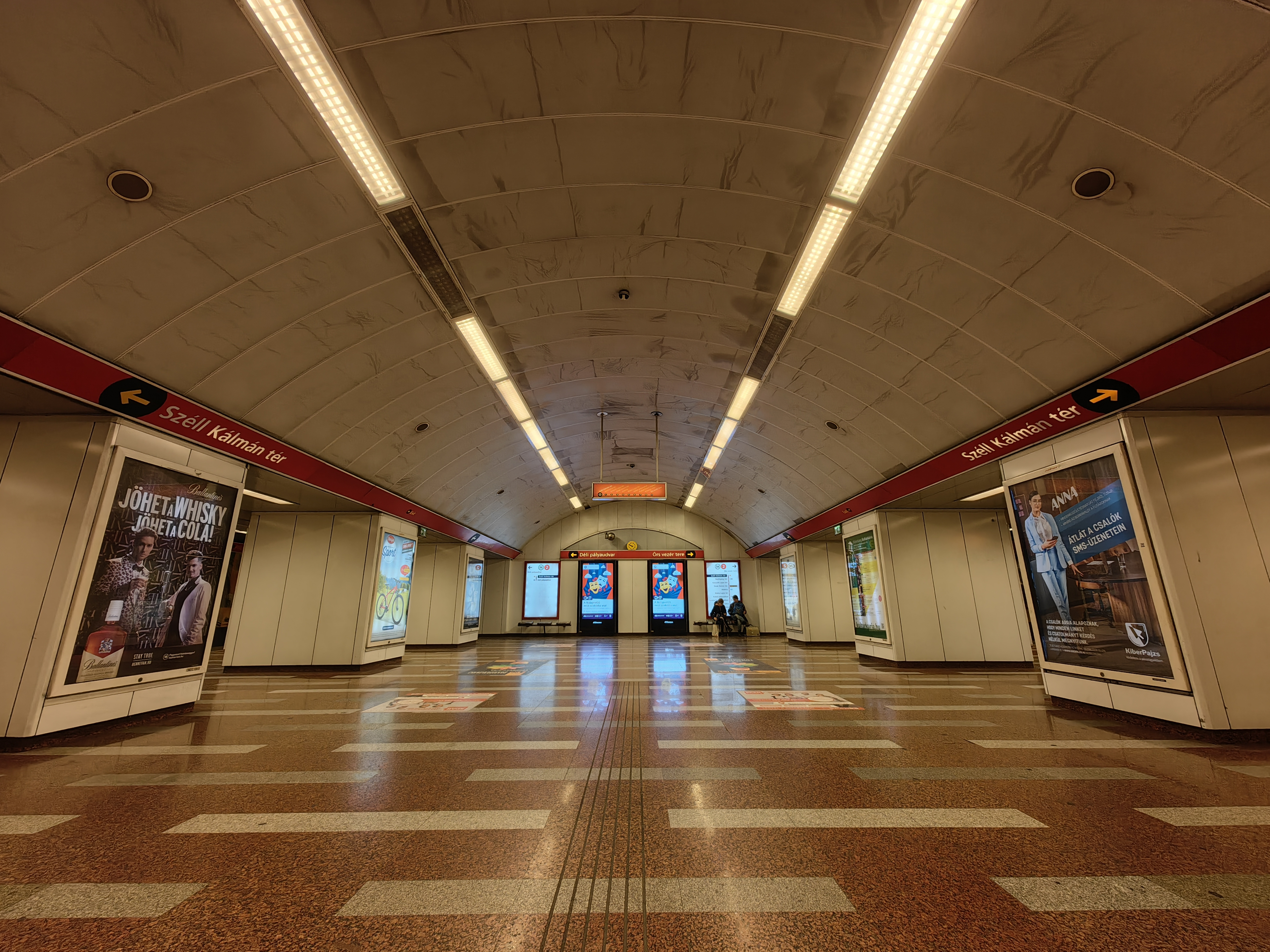
Széll Kálmán tér pe linia de metrou 2

Primul decret pentru cea de a treia linie a fost emis în 1963, construcția a început în 1970, iar prima secțiune a fost deschisă în 1976, având 6 stații. Direcția sudică a fost complementată cu încă 5 stații în 1980, iar cea de nord în 1981, 1984, și în 1990 cu 9 stații, ajungând la lungimea sa curentă de 20 de stații, 17 km, cea mai lungă linie din Budapesta. M3 merge pe o direcție nord-sud (mai precis, din nord-nord-est spre sud-est).
În anii 1980 și ’90 M1 a avut reconstrucții majore. Din cele 11 stații, 8 sunt originale și 3 au fost reconstruite. Stațiile amintesc de timpul mileniului, inclusiv podeaua, băncile, ferestrele de lemn și iluminatul. Fiecare stație este un mic muzeu, cu fotografii și informații. – Există Muzeul Subteran "Millennium" în trecerea subterană Deák Ferenc tér, unde resturi din aceste timpuri pot fi văzute.
Metroul 4 (finalizat încă din 2014) are o istorie lungă, încă din anul 1972. În ultimele decenii, a întâmpinat dificultăți din cauza izvoarelor medicinale din jurul planului său (exemplu Băile Gellért). A avut loc o lungă dezbatere dacă această construcție va fi în siguranță, ce parte trebuie plătită de guvern și de capital, dacă poate fi plătită de statul rus din împrumutul acordat de Ungaria, dacă ruta sa era potrivită și dacă merită (mai mult decât, de exemplu, construirea unei linii conectoare, vezi M5 mai jos), și în ce lungime ar trebui construită într-o primă fază. 

## Dezvoltări recente și planificate

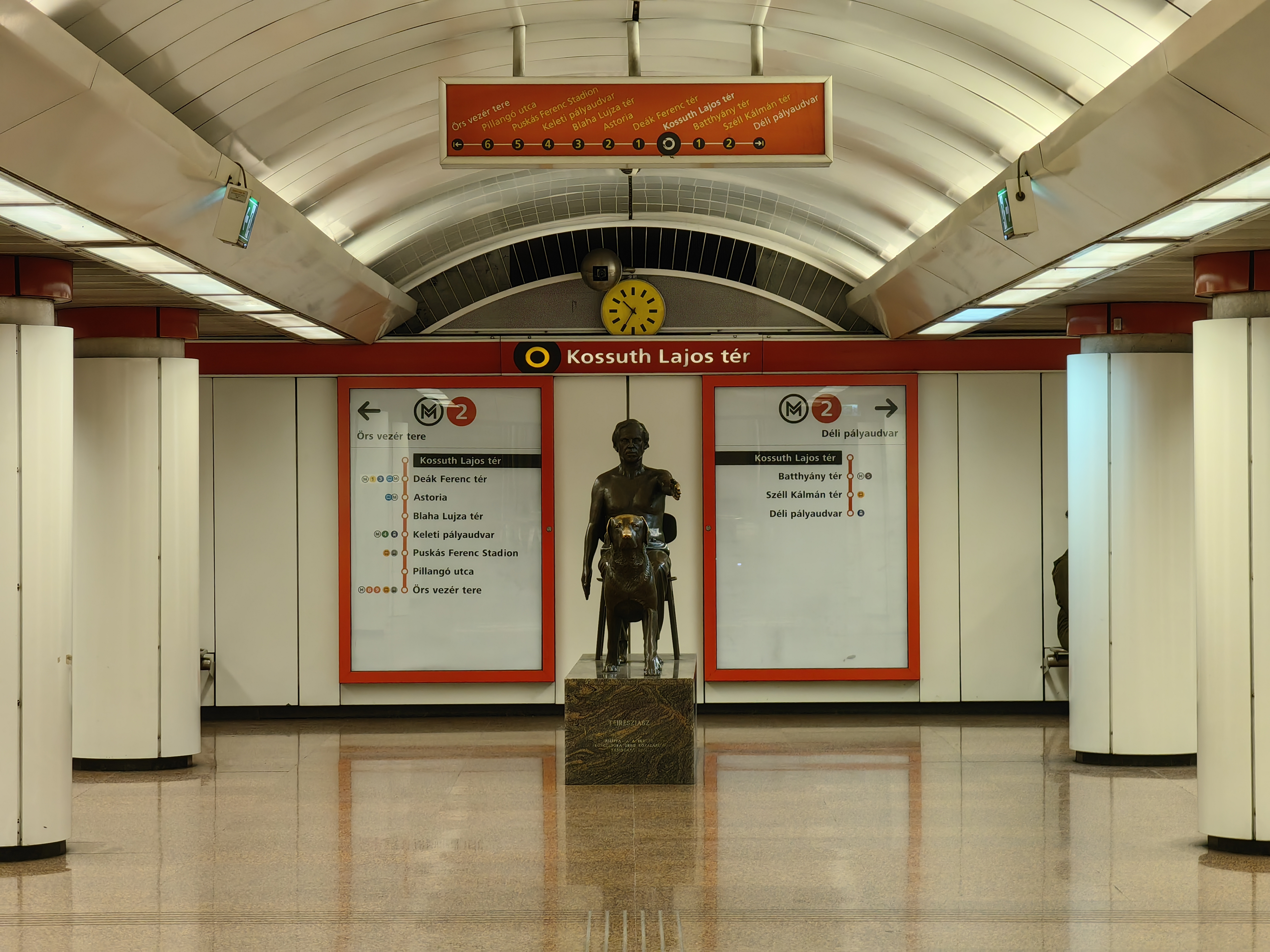
Stația Kossuth Lajos pe linia 2

### Reconstrucția Metro 2
Linia a 2-a a fost reabilitată în anii 2000. Stațiile Blaha Lujza tér și Kossuth Lajos tér (renovate în 2004), precum și Batthyány tér, Astoria și Keleti pályaudvar (renovate în 2005).

### Metro 4

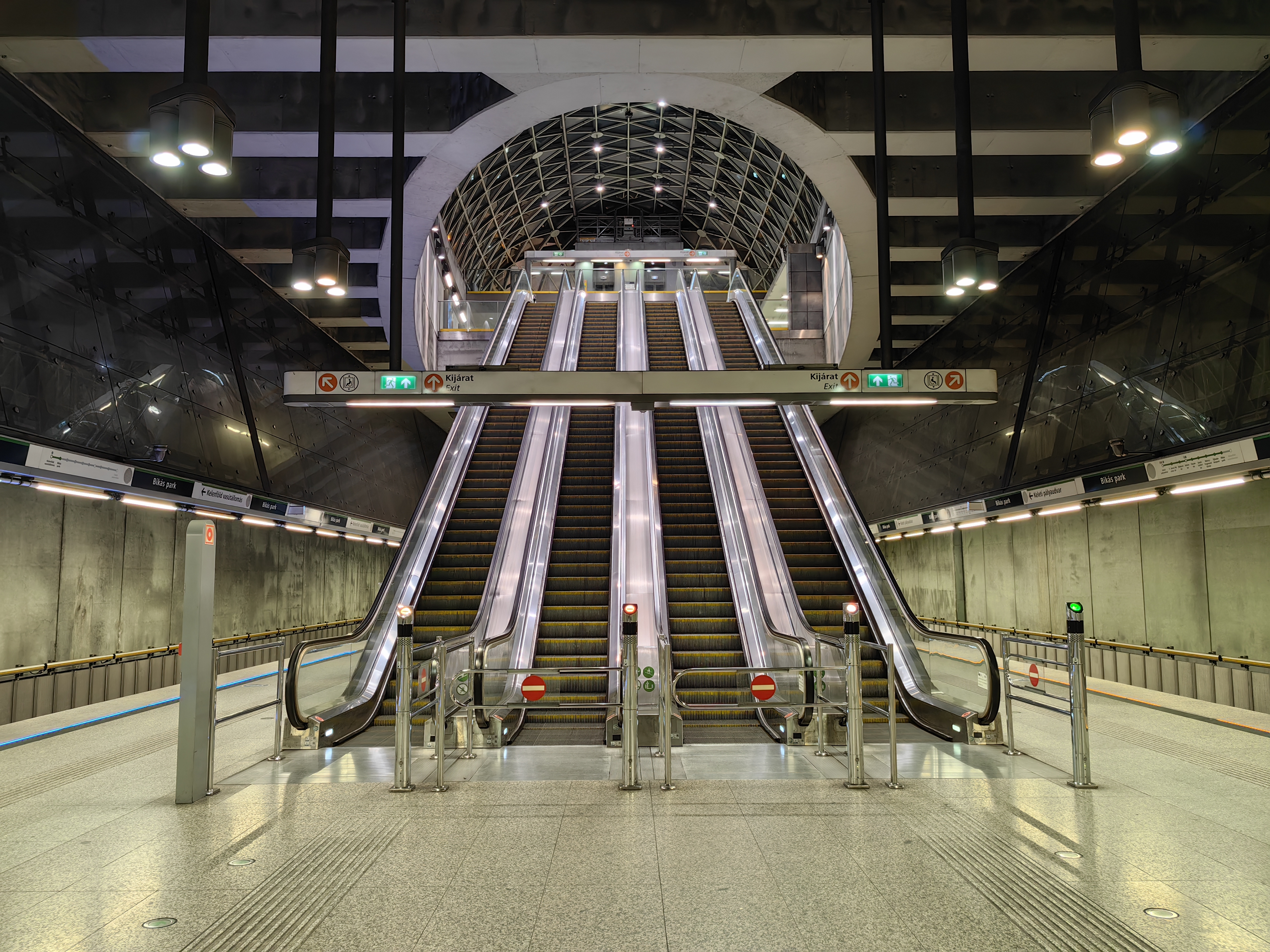
Stația Bikás park pe linia 4

Magistrala 4-a de metrou (M4) merge din sud-vestul orașului spre nord-est. A fost completată în 2014.  

### Reconstrucția Metro 3
Linia a 3-a a fost reconstruită în perioada 2017-2023. Linia a fost reabilitată în trei părți, partea de nord, partea de mijloc, și partea de sud. Linia sa făcut accesibilă pentru persoane cu dizabilități datorită lifturilor. 

### Metro 5
Magistrala 5-a de metrou va merge pe malul Dunării, trecând fluviul lângă Insula Margareta, și va avea corespondență cu liniile suburbane spre Szentendre, Csepel și Ráckeve. Construcția acestei magistrale încă nu a fost începută.

### Extinderea Metroului 3
Există planuri pentru extinderea liniei 3 spre Káposztásmegyer de la Újpest-Központ și de la Határ út la Aeroportul Ferihegy. Káposztásmegyer este acum servit de linia de tramvai 14, dar șinele pot fi folosite și de metrou.

### Unirea Metro 2 cu linia suburbană Gödöllő
Asociația de Tranzit Urban și Suburban (VEKE) a făcut un plan pentru unificarea liniei 2 cu linia suburbană Gödöllő. Construcțiile încă nu au început.

## Utilizare

### Informații generale

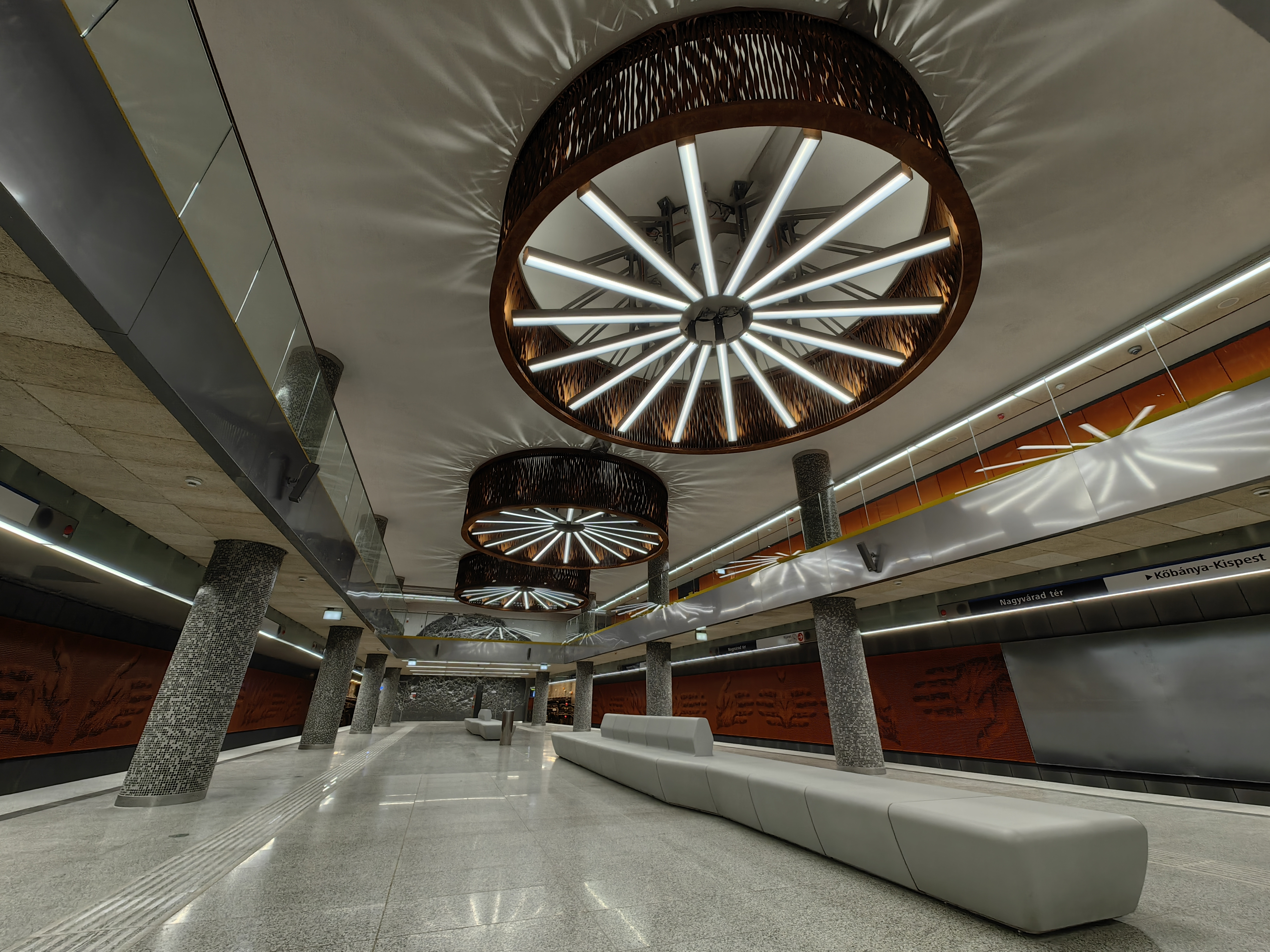
Stația Nagyvárad tér, pe linia 3

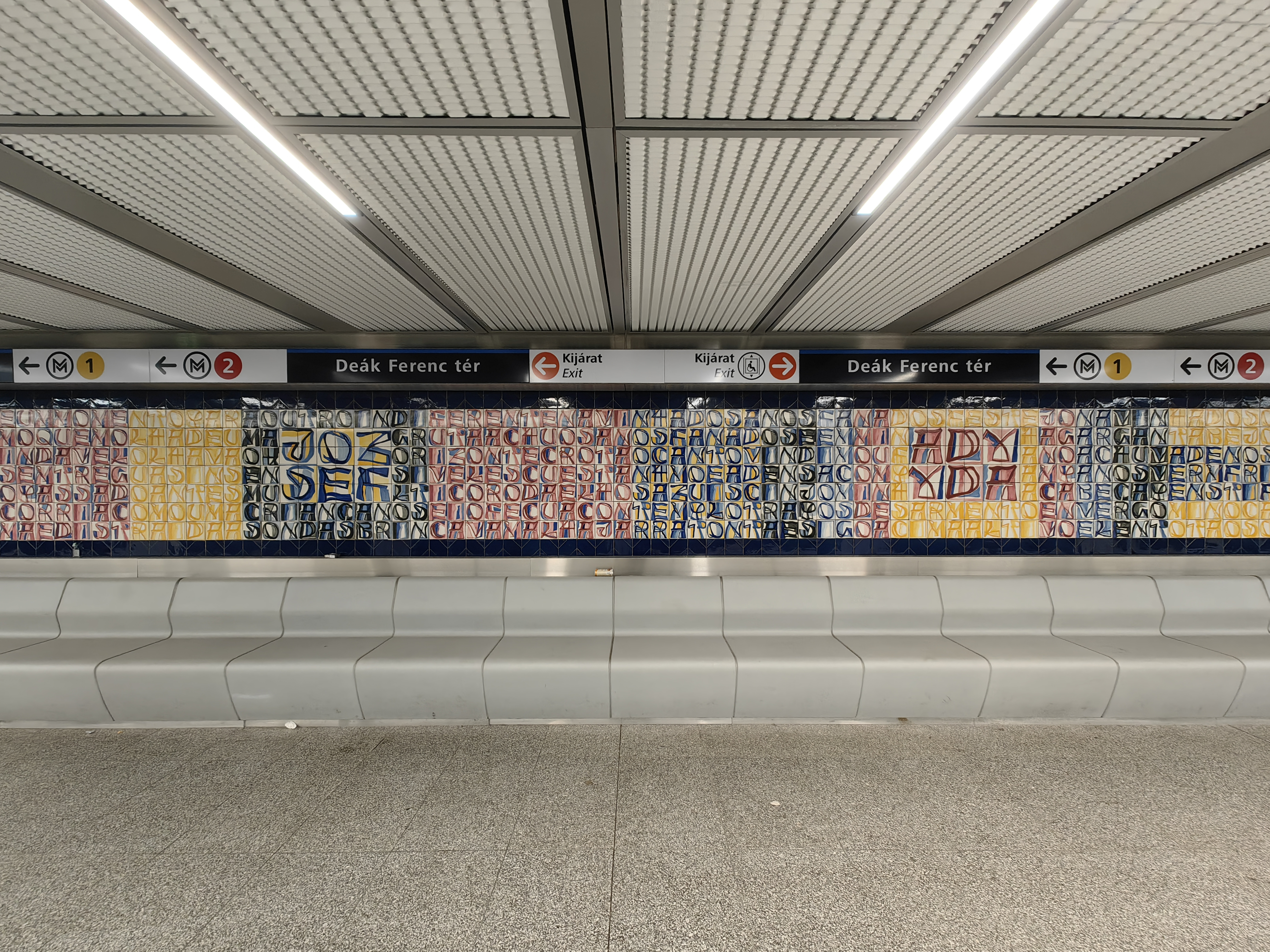
Stația Deák Ferenc tér pe linia 3

Cele trei puncte de întâlnire dintre linii este stația la Deák tér între linia 1, 2, și 3. La Kálvin tér linia 3 și 4. La Keleti pályaudvar între linia 1 și 4.
Biletele trebuie să fie validate la intrare, înainte de a coborî pe scările rulante, în mașinile colorate in portocaliu, și trebuie păstrate până la ieșirea din metrou. La validare, pe bilete este imprimată data și ora, împreună cu alte informații. Biletele sunt verificate manual de către controlori, care își fac apariția de obicei lângă scările rulante, dar pot de asemenea controla bilete in oricare alt moment, in zona metroului. Biletele sau permisele trebuie să le fie înmânate la cerere. Ei poartă o bandă albastră cu o inscripție aurie în jurul încheieturii mâinii, dar o pot ascunde înaintea unei eventuale inspecții.
Pentru a decide încotro să călătorești, trebuie să cunoști numele terminalei; acestea sunt afișate in stații. Numele stațiilor sunt scrise de obicei pe panouri informaționale.
Stațiile linii 2 nu au fost încă făcute accesibile pentru persoanele cu handicap sau pentru părinți cu cărucioare, în afară de stațiile de la Pillangó utca și Örs vezér tere. Linia 4 are stații accesibile prin ascensor de la nivelul stradal dar persoanele in scaun cu rotile nu vor putea folosi pasajele subterane pentru a trece strada. Pe linia 1 (Millennium Underground) sunt doar trei stații adaptate persoanelor in scaun cu rotile.
Condițiile de călătorie sunt la fel pentru toate mijloacele de transport din Budapesta și sunt vizibile pe site-ul companiilor de transport. Arhivat în 27 noiembrie 2005, la Wayback Machine.. Acestea sunt în legătură cu vârsta minimă și starea de sănătate a călătorilor, maximul admis pentru bagajele de mână (unde se interzic unele chimicale), condițiile de transport pentru câini (sunt necesare tichet/bilet, botniță și zgardă), interzicerea fumatului ,mâncatului și a muzicii, asigurarea în cazul accidentelor asigurată de tichet și condițiile pentru folosirea sa.

### Bilete și abonamente
În Budapesta, există un singur bilet pentru toate mijloacele de transport, inclusiv metroul, care costă 450 de forinți. În plus, există bilete care sunt valabile doar pentru metrou: biletul de secție, valabil pentru călătorii scurte până la trei stații, bilet de transfer, pentru călătorii cu un transfer între linii, și bilet de secție-transfer, pentru călătorii de până la cinci stații cu un transfer între linii.
În afară de biletul de secție, care este valabil pentru 30 de minute, toate biletele sunt valabile pentru o oră. Abonamente de o zi, de turist, de șapte zile, de 14 zile, de 30 de zile și un an, sau carnete cu 10 sau 20 de călătorii pot fi de asemenea cumpărate.

### Orar și frecvență
Metroul din Budapesta începe să funcționeze la 4:30 de dimineață, iar ultimul vehicul pleacă de la 11:10 noaptea din stația terminus. Orele de vârf sunt între 6 și 8 dimineața și între 2 și 5 după- amiaza în zilele de lucru, când trenul pleacă în fiecare 2-3 minute. Trenurile de dimineață sau de noapte pleacă în fiecare 10-15 minute. În ziua de Crăciun (24 decembrie), trenurile funcționează numai până la 3:00 după amiază, astfel de situații având loc și de alte sărbători speciale (aceste schimbări de program sunt anunțate înainte). Programul de mers al metroului poate fi extins de Revelion.

## Trivia

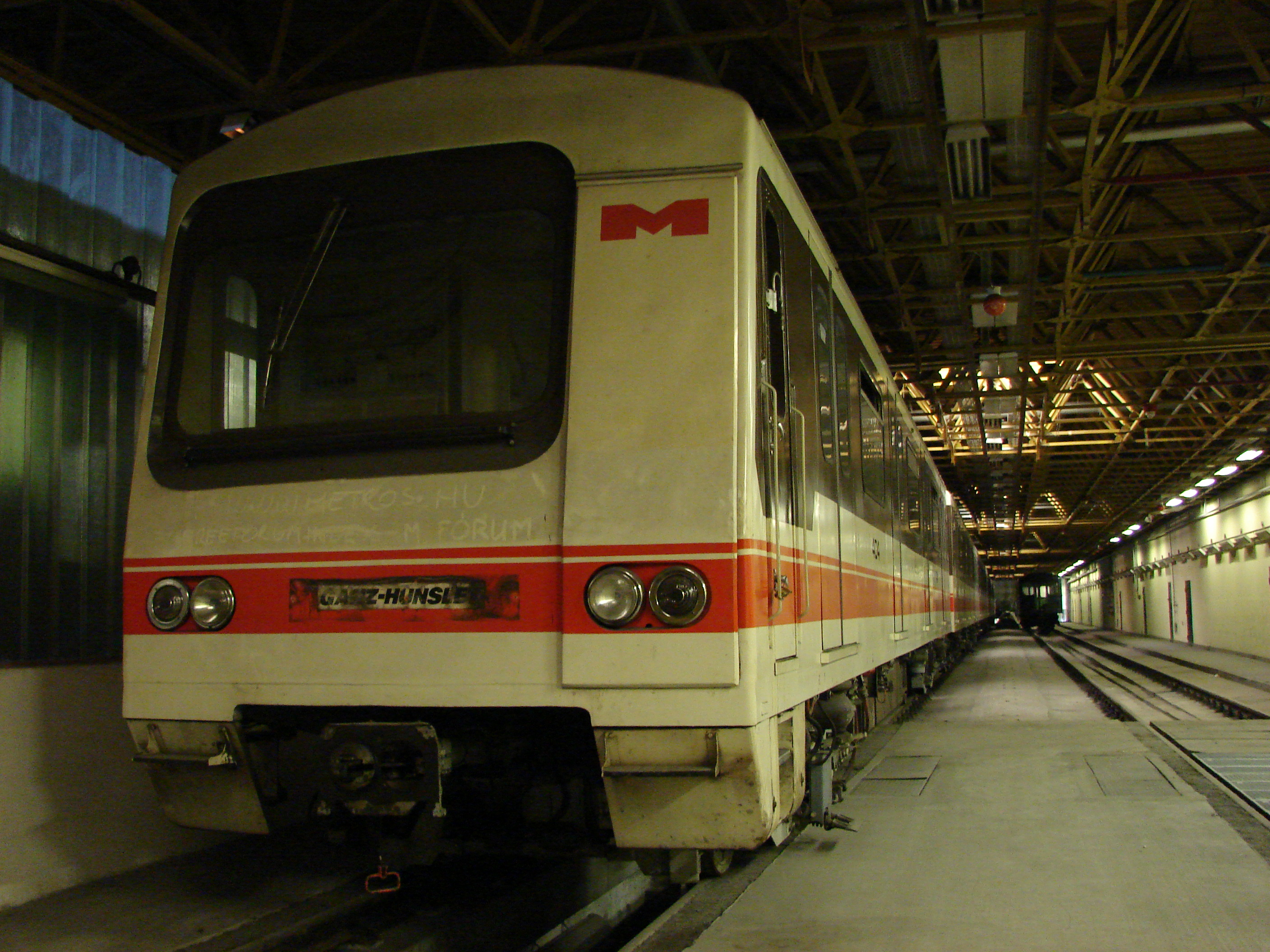
Tren de tipul Ganz-Hunslet G2, fabricat în Ungaria

- Datorită unor progrese, telefoanele mobile pot fi folosite în liniile de metrou.
- Pe linia de metrou 2 au fost dotate metrouri Alstom Metropolis în 2009. Pe linia metroului 3 au fost renovate metrourile Sovietice începând din data de 2015 iunie.
- Cele mai multe stații sunt subterane, și pot fi ajunse cu lifturi( de obicei 3 sau 4 într-o stație. Doar metroul 1 are numai trepte la stațiile sale (făcând excepție stația comună) și mai sunt 3 stații de pe celelalte 2 linii ce nu au lifturi: Pillangó utca, Örs vezér tere (capătul de est al metroului 2) și Kőbánya-Kispest (capătul sudic al metroului 3).
- Cea mai adâncă stație este Széll Kálmán tér de pe linia M2.
- Aria pasagerilor este în mijlocul celor mai multe stații, dar în unele pasagerii trebuie să folosească scările pentru a ajunge în direcția opusă.
- În cazul unui atac sau a unei catastrofe, metroul din Budapesta poate asigura adăpost pentru 220,000 de oameni, incluzând aer proaspăt (cu ajutorul unui filtru de aer), apă potabilă (3 l) și apă de spălat (27 l de persoană pe zi).
- Un thriller numit Control (Kontroll în maghiară) a fost filmat în metroul din Budapesta în 2003. A fost difuzat la Cannes și în S.U.A..
- Filmul Underworld (2003) a avut de asemenea scene filmate în metroul din Budapesta.

## Statistici
Lungimea totală a celor 3 linii de metrou este de 31.7 km, având 40 de stații, din care 3 de legătură. Pentru viitoarea linie 4 se vor construi încă 12 stații, din care 2 de legătură.
Metroul din Budapesta are aproximativ 1.270.000 de utilizatori zilnic (în 2004, conform  Arhivat în 28 iunie 2004, la Wayback Machine.). În 2003, au fost 315 milioane de călători, adică o medie zilnică de 860.000 de călători ( Arhivat în 10 februarie 2006, la Wayback Machine.).